# Francis Ernest Lloyd
Francis Ernest Lloyd, M.A. (4 de octubre de 1868-10 de octubre de 1947) fue un botánico, pteridólogo estadounidense, aborigen de Mánchester, Inglaterra, y educado en la Princeton University (A.B., 1891; A.M., 1895), en Nueva Jersey, y en Europa: Múnich, Bonn, en Alemania. Fue empleado en varias instituciones de educación superior desde 1891 en adelante. Sirvió en las Facultades de Williams College, Pacific University, Teachers College (Columbia University), Harvard Summer School, Alabama Polytechnic Institute (profesor de botánica, de 1906 a 1912), y en la McGill University, en Montreal, Canadá luego de 1912.
El profesor Lloyd trabajó como investigador en el Desert Botanical Laboratory del Instituto Carnegie en 1906; y como citólogo de la Arizona Experiment Station en 1907.
Editó The Plant World desde 1905 a 1908, y fue coautor con Maurice Alpheus Bigelow, de The Teaching of Biology in the Secondary Schools (de 1904; con una segunda edición, en 1914).

## Algunas publicaciones
- 1898. On hypertrophied scale-leaves in Pinus ponderosa. Volumen 11 de Annals of the New York Academy of Sciences. 10 pp.
- 1898. The comparative embryology of the Rubiaceae. Memoirs of the Torrey Botanical Club
- 1942. Mode of occurrence of caoutchouc in the guayule, Parthenium argentatum Gray, and its function. Ed. Carnegie Institution of Washington

### Libros
- 1901. --the insular flora of Mississippi and Louisiana. 41 pp.

Número 174 de Contributions from the Department of Botany, Columbia University
- 1902. The Comparative Embryology of the Rubiaceae
- 1904. The pollen tube in the Cucurbitaceae and Rubiaceae. Nº 209 de Contributions from the Department of Botany of Columbia University. 91 pp.
- 1908. The Physiology of Stomata. Y edición de 2009: 98 pp. ISBN 1-151-78281-5
- 1911. Guayule. Y edición de BiblioBazaar. 2010: 278 pp. ISBN 1-117-53684-X
- 1920. Environmental Changes And Their Effect Upon Boll-Shedding In Cotton, Gossypium Herbaceum. Y edición de 2010: 134 pp. ISBN 1-161-23063-7
- 1921. Environmental changes and their effect upon boll-shedding in cotton: (Gossypium herbaceum). Ed. McGill University publications. Series II. 131 pp.
- 1922. The structure of cereal straws. Ed. McGill. 16 pp.
- 1925. Conjugation in Spirogyra: (preliminary summary). Ed. McGill University publications.
- 1925. The cobalt sodium hexanitrite reaction for potassium in plant cells. 385 pp.
- 1926. Maturation and conjugation in Spirogyra longata. Nº 38 de McGill University publications. 43 pp.
- 1928. The contractile vacuole. Nº 58 de McGill University publications: Botany. 358 pp.
- george william Scarth, francis ernest Lloyd. 1930. An elementary course in general physiology. Ed. J. Wiley & Sons. 258 pp.
- 1931. The range of structural and functional variation in the trap of Utricularia. 276 pp.
- 1932. Further studies in periodic precipitation. Nº 71 de McGill University publications: Botany. 1.564 pp.
- 1942. The Carnivorous Plants. Edición de 2008: 372 pp. ISBN 1-4437-2891-8en línea
- 1942. The carn. Volumen 9 de Chronica Botanica. New Series of Plant Science Books. Ed. Ronald Press. 270 pp.
- francis ernest Lloyd, beverly Hackett. 1981. Flowers of the foothills: an introduction to 81 California wildflowers. Ed. Tulip Press. 64 pp.
- La abreviatura «F.E.Lloyd» se emplea para indicar a Francis Ernest Lloyd como autoridad en la descripción y clasificación científica de los vegetales.[1]